# グスタフ・ケーニヒ
グスタフ・ケーニヒ（Gustav König, 1910年8月12日 - 2005年2月5日）は、ドイツの指揮者。
バイエルン王国シュヴァーバッハ生まれ。地元の音楽学校からミュンヘン音楽院に学び、1932年からオスナブリュックの歌劇場で指揮者としての活動を始めた。1934年にはシュチェチンの歌劇場、1936年からベルリンのノレンドルフプラッツ劇場の指揮者を務め、1941年にはアーヘン歌劇場の指揮者となった。1943年からエッセン・フィルハーモニー管弦楽団とエッセン歌劇場の音楽監督を務めた。1975年に演奏活動から引退。
エッセンにて死去。